# Acyrthosiphon argus
Acyrthosiphon argus är en insektsart som beskrevs av Miyazaki 1991. Acyrthosiphon argus ingår i släktet Acyrthosiphon och familjen långrörsbladlöss. Inga underarter finns listade i Catalogue of Life.